# Moronihah (neficki wojskowy i prorok)

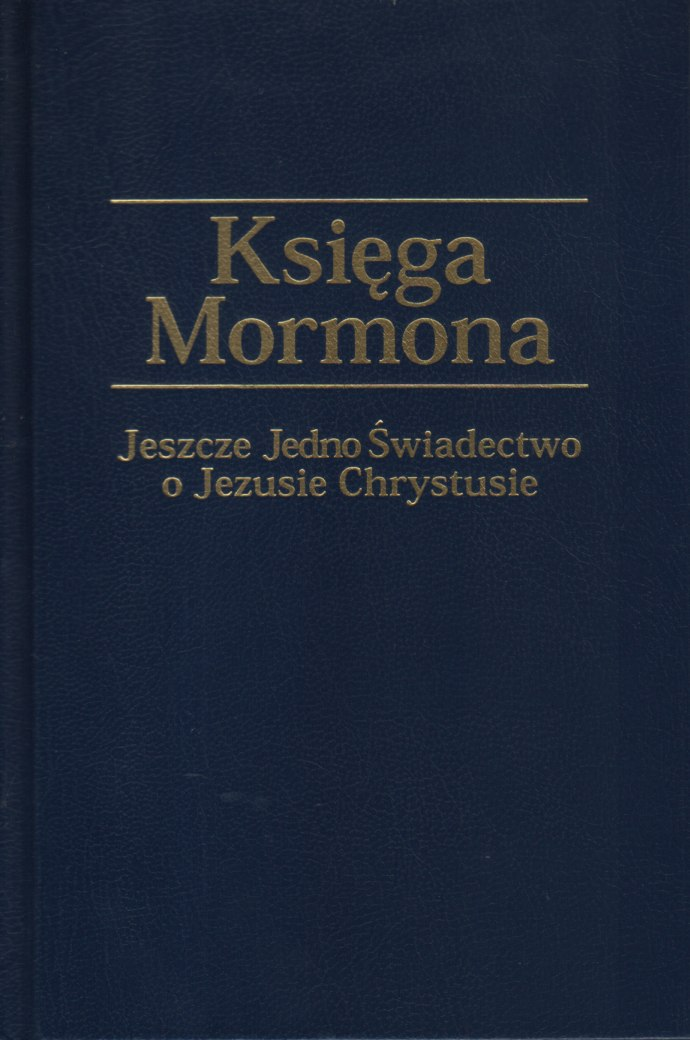
Księga Mormona, jedno z mormońskich pism świętych i jednocześnie źródło przekazu o Moronihahu

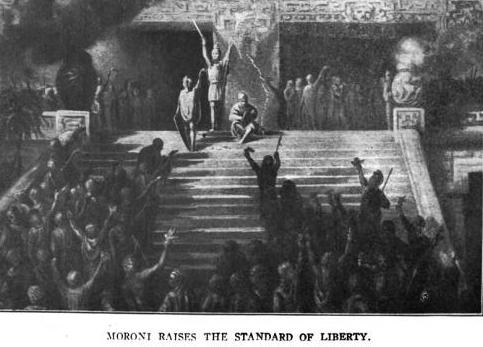
Moroni, ojciec Moronihaha na ilustracji autorstwa George’a M. Ottingera. Praca opublikowana w powieści Cities in the Sun (1910) pióra Elizabeth Rachel Cannon

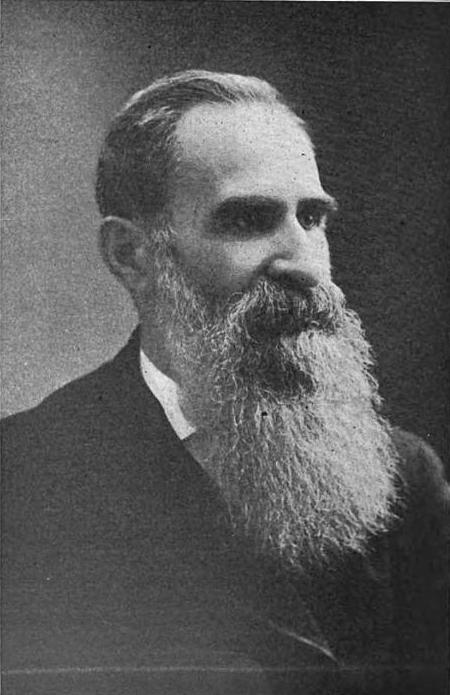
George Reynolds, jeden z pionierów badań nad Księgą Mormona. W swoich pracach The Story of the Book of Mormon (1888) oraz A Dictionary of the Book of Mormon, Comprising Its Biographical, Geographical and Other Proper Names (1891) wychwalał przymioty Moronihaha, uznając go za godnego spadkobiercę i następcę Moroniego

Moronihah (deseret rozmaicie, chociażby jako 𐐣𐐄𐐡𐐄𐐤𐐌𐐐𐐂, 𐐣𐐃𐐡𐐄𐐤𐐌𐐐𐐂, 𐐣𐐃𐐡𐐃𐐤𐐌𐐐𐐂 czy 𐐣𐐄𐐡𐐃𐐤𐐌𐐐𐐂) – w wierzeniach ruchu świętych w dniach ostatnich (mormonów) neficki prorok i wojskowy. Syn i następca Moroniego. Urząd naczelnego dowódcy wojsk nefickich piastował przez około trzydzieści lat, w tym okresie brał udział w trzech konfliktach z Lamanitami. Wychwalany za przymioty charakteru i bycie godnym następcą ojca. Spekuluje się, że był częścią kasty wojowników w obrębie nefickiej struktury społecznej. Gorliwy oraz wierny nakazom Bożym, otrzymał także posłannictwo prorocze. Jest obiektem dyskusji mormońskich teologów, także w kontekście niebezpieczeństwa wiążącego się z bezkrytycznym wyprowadzaniem nazw i imion z Księgi Mormona ze źródeł bliskowschodnich. Jego imię występuje w publikacjach krytycznych wobec mormonizmu, wykorzystywany bywa też przez apologetów tej tradycji religijnej. Imię Moronihah pojawia się jednocześnie w psychologicznych analizach Josepha Smitha, pierwszego mormońskiego przywódcy. Nadawane dzieciom w rodzinach świętych w dniach ostatnich, wśród wyznających mormonizm Maorysów.

## Wymowa imienia
Wymowa tego imienia wzbudzała pewne zainteresowanie mormońskich badaczy. Została ona ujęta w przewodniku po wymowie, dołączanym do każdego egzemplarza anglojęzycznej wersji Księgi Mormona od 1981. Źródła wskazują niemniej na znaczną różnicę między wymową preferowaną i powszechną współcześnie, a tą z wczesnego okresu kolonizacji terytorium Utah, jeżeli chodzi o wiele nazw i imion z Księgi Mormona. Nie ma takiej różnicy wszelako w przypadku Moronihaha. Pierwotna wymowa, zwłaszcza ta stosowana przez Josepha Smitha, ma pewne znaczenie w badaniach nazw własnych występujących w Księdze Mormona, choć, na gruncie mormońskiej teologii, nie jest w nich czynnikiem decydującym. Do ustalenia wymowy używanej przez Smitha wykorzystuje się między innymi wydanie Księgi Mormona w alfabecie deseret z 1869.
Istnieją wszelako relacje ludzi posługujących w procesie nazywanym przez świętych w dniach ostatnich tłumaczeniem Księgi Mormona, które rzucają światło na to, jak Smith pierwotnie radził sobie z nieznanymi słowami. Hugh Nibley, powołując się na relacje skrybów Smitha, stwierdził, że nigdy nie wymawiał on takich słów, zawsze poprzestając na ich przeliterowaniu. Ściśle na gruncie mormońskiej teologii nie próbuje się dociekać pierwotnej wymowy tegoż słowa, podobnie jak nie prowadzi się takowych rozważań wobec słów i nazw nefickich jako takich.
Również na gruncie mormońskiej teologii zauważa się inherentną problematyczność wymowy nazw i imion przynależnych do tej mormońskiej świętej księgi. Ma to wynikać z tego, że żadne z nich nie zostało przekazane Josephowi Smithowi ustnie, z wyjątkiem może imienia Moroniego, który wszak przedstawił się Smithowi w wizji. Z doktrynalnego punktu widzenia sposób, w jaki bohaterowie Księgi Mormona wypowiadali te słowa, pozostał nieznany pierwszemu mormońskiemu przywódcy.

## Umiejscowienie w tekście Księgi Mormona
W ściśle teologicznym sensie relacja o Moronihahu zawarta jest w partii materiału określanej mianem większych płyt Nefiego. Na kartach Księgi Mormona pojawia się po raz pierwszy w sześćdziesiątym drugim rozdziale Księgi Almy, choć większość relacji na temat jego życia i aktywności zawarta jest już w Księdze Helamana. Współcześnie używany system podziału na rozdziały i wersy sięga 1879. W jej pierwszym wydaniu bowiem, opublikowanym w 1830, relacja o Moronihahu była częścią rozdziałów dwudziestego dziewiątego i trzydziestego Księgi Almy oraz rozdziałów pierwszego i drugiego Księgi Helamana. Ocenia się, że mówiący o Moronihahu materiał został spisany 4 i 5 maja 1829.

## Rola w tekście Księgi Mormona

### Pochodzenie
Był synem Moroniego, po nim też przejął dowództwo nad nefickimi armiami. Widziano w tym fakcie sugestię, że samo stanowisko mogło być dziedziczne. John Tvedtnes spekulował zresztą na temat jego przynależności do kasty wojowników w obrębie nefickiej struktury społecznej. Dodawał również, że Moronihah mógł być jednocześnie potomkiem nefickich królów.
Założenia te mają swą podstawę w dosyć szerokim spektrum argumentów, zbudowanych tak wokół historii, jak i teologii. Na starożytnym Bliskim Wschodzie powszechną była praktyka, zgodnie z którą monarchowie wiedli swoje armie do boju. Nefi, pierwszy król Nefitów, zabrał ze sobą z Jerozolimy miecz Labana. Artefakt ten wykorzystywał do obrony swego ludu. Zważywszy na to, że miecz Labana przechowywany przez Nefitów jako święty przedmiot, wraz z mosiężnymi płytami czy Liahoną, a dzierżący je w IV wieku n.e. Mormon był potomkiem Lehiego i Nefiego w linii prostej, umieszczenie Moronihaha w arystokratycznym, królewskim kontekście wydaje się rozsądne.
Alvin Knisley ze Zreorganizowanego Kościoła Jezusa Chrystusa Świętych w Dniach Ostatnich w swoim Dictionary of the Book of Mormon z 1909 uznał, że Moronihah bez wątpienia urodził się w Zarahemli.

### Początki kariery wojskowej
Urzędowanie rozpoczął w okresie, gdy wyższym kapłanem był Helaman, naczelnym sędzią natomiast Pahoran. W źródłach pojawiają się różne daty tego wydarzenia, 60 p.n.e., około 59 p.n.e. oraz około 57 p.n.e. Jak wskazał Alan C. Miner, można z pewną dozą pewności założyć, że zarówno Moroni, jak i Moronihah przejęli dowództwo w młodym wieku. Paul Nolan Hyde spekulował, jakoby Moronihah był niezwykle młody, młodszy nawet od swojego ojca w analogicznej sytuacji. Wspomniany już Alan C. Miner podawał 19–28 lat jako przedział wiekowy dla początku dowódczej aktywności Moronihaha. Starszy George Reynolds w swym opublikowanym w 1891  A Dictionary of the Book of Mormon, Comprising Its Biographical, Geographical and Other Proper Names uznawał, że Moronihah otrzymał przeszkolenie wojskowe w wojnie przeciwko Ammoronowi i jego bratu Amalikiaszowi.

### Wojny z Lamanitami
Jako naczelny dowódca zaangażowany był w trzy odrębne części konfliktu z Lamanitami, stanowiącego oś całej Księgi Mormona. W ramach wewnętrznej chronologii Księgi Mormona datuje się te konflikty kolejno na 53, 51 oraz 35 rok p.n.e. W pierwszym z nich odparł połączone siły atakujących Zarahemlę Lamanitów oraz nefickich odstępców, zadając im przy tym znaczące straty. W drugim wraz z podległymi sobie żołnierzami przeciwstawił się wojskom lamanickim pod dowództwem nefickiego odstępcy Koriantumra. Wykorzystując niedostateczną obronę ziemi zarahemlskiej wdarły się one do jej wnętrza, zajmując także stołeczne miasto Zarahemla. Jak zauważają komentatorzy, przyniosło to znaczne straty cywilne pośród Nefitów, jednocześnie pozwalając Moronihahowi na koncentrację podległych mu sił. Kontynuował tym samym politykę obronną swojego ojca, polegającą na umieszczaniu elity nefickich sił zbrojnych w silnie ufortyfikowanych regionach granicznych. Wysłał następnie Lehiego z zadaniem powstrzymania maszerujących w kierunku ziemi Obfitość Koriantumra. Posunięcie to było skuteczne. Moronihah zaatakował wycofujące się w kierunku Zarahemli wrogie wojska. Wydał im krwawą bitwę, która zakończyła się zdecydowanym nefickim zwycięstwem oraz śmiercią Koriantumra. Odzyskał kontrolę nad stołeczną Zarahemlą i pozwolił odejść pojmanym jeńcom lamanickim. Było to interpretowane zresztą jako oznaka oddziaływania Ducha Świętego, nie tylko jako zwyczajna kontynuacja dążącej do pokoju polityki Moroniego.
Ostatni konflikt zbrojny, podczas którego Moronihah posługiwał jako naczelny dowódca, sprowokowany został przez współdziałających z nefickimi odstępcami Lamanitów. Jakkolwiek próby jego wywołania początkowo były nieskuteczne, ofensywa lamanicka zakończyła się spektakularnym sukcesem. Zajęli całą ziemię Zarahemla, jak również tereny w pobliżu ziemi Obfitość. Wskazywano, iż tak ogromna skala nefickiej klęski musiała być konsekwencją skoordynowanych działań współpracujących z wrogiem Nefitów. Podnoszono też, że w grę mogła wchodzić aktywność tajnego sprzysiężenia mającego na celu obalenie nefickiego rządu. Starszy George Reynolds w swym opisie sytuacji dodawał, że poza stołecznym miastem Zarahemla, w lamanickie ręce wpadły miasta takie jak Manti czy Moroni. Podkreślał także okrucieństwo zwycięskich Lamanitów.
Nefici, którzy zdołali ujść przed opisywaną ofensywą, zostali wyparci aż do ziemi Obfitość. Jak zauważają komentatorzy, zbiegli oni aż do miasta Obfitość, tam i na terenach przyległych utworzyli linię obrony wszystkich terytoriów północnych, w tym ziemi Spustoszenie. Skala lamanickiej ofensywy była przy tym większa od wszystkich do tej pory opisywanych na kartach tekstu źródłowego. Linię północnej obrony Nefitów George Reynolds utożsamiał z Przesmykiem Panamskim, choć współcześnie Kościół twierdzi jedynie ogólnie, że wydarzenia opisane w Księdze Mormona wydarzyły się na starożytnym kontynencie amerykańskim, nie podając jakichkolwiek innych szczegółów.
Stopniowo dowodzone przez Moronihaha wojska odzyskały około połowy uprzednio utraconych terenów. Zauważono, że te umiarkowane nefickie sukcesy militarne były bezpośrednim skutkiem zarówno osobistej, jak i ogólnospołecznej pokuty. Nastąpiły jednocześnie w roku 31 oraz 30 p.n.e., zgodnie z wewnętrzną chronologią Księgi Mormona. Zamęt, zniszczenie i nieszczęścia ściśle łączyły się z sytuacją moralną, w tym z elityzmem, wzrastającymi nierównościami społecznymi oraz zaprzeczaniem duchowi proroctwa. Moronihah, doskonale rozumiejąc tę zależność, głosił swym żołnierzom, zasiadając z nimi w radzie, powielając proces dobrze znany później z historii ruchu świętych w dniach ostatnich. Ostatecznie bowiem dobrostan Nefitów wynikał z ich gotowości do przestrzegania przykazań Bożych. W tym sensie to właśnie religijna aktywność Moronihaha, a nie jego umiejętności wojskowe przyniosły poprawę sytuacji na froncie. Sytuacja niemniej w momencie, w którym Moronihah znika z zapisu, pozostawała delikatna, z siłami nefickimi wciąż w bardzo niestabilnej pozycji.

### Osobowość oraz życie duchowe
Przez komentatorów wychwalany za rozliczne przymioty charakteru oraz bycie godnym spadkobiercą ojca, już w relatywnie wczesnych publikacjach świętych w dniach ostatnich. Opinię taką wyraził choćby przywoływany wcześniej George Reynolds w pracy The Story of the Book of Mormon z 1888, jak również w późniejszym  A Dictionary of the Book of Mormon, Comprising Its Biographical, Geographical and Other Proper Names. Na płaszczyźnie religijnej wyróżniała go gorliwość oraz wierność nakazom Bożym. Poza obowiązkami wojskowymi otrzymał także posłannictwo jako prorok. Było to zresztą zgodne z neficką tradycją powoływania na naczelnego dowódcę kogoś, kto miał ducha objawienia i proroctwa. Znika z kart mormońskiej świętej księgi po około trzydziestu bądź przynajmniej dwudziestu dziewięciu latach posługi. Alvin Knisley uznał za prawdopodobne, iż Moronihah zmarł w Zarahemli.

### Upamiętnienie
Na jego cześć nazwano miasto, którego zniszczenie opisano w 3. Księdze Nefiego. Wskazywano przy tym na typową neficką praktykę nazywania miast na cześć przywódców. Nie wyklucza się, że Moronihah, neficki generał z okresu bitwy na wzgórzu Kumorah (385 n.e.), mógł zostać zarówno nazwany na cześć Moronihaha, jak i w istocie być jego potomkiem.

## W mormońskiej teologii oraz w badaniach nad Księgą Mormona
Istnienie Moronihaha nie znalazło potwierdzenia w źródłach zewnętrznych. Językoznawcy związani z Kościołem Jezusa Chrystusa Świętych w Dniach Ostatnich rozważali etymologię imienia tego wojskowego, wskazując generalnie jej semickie pochodzenie, z aramejskim jako jednym z mniej prawdopodobnych języków źródłowych. W ściśle teologicznym kontekście zaznacza się częściowo jeredyckie pochodzenie tego imienia, co, jak podnoszą komentujący, nie powinno być w zasadzie zaskakujące. Badania nad etymologią jeredyckich nazw własnych pozostają w sferze spekulacji. Osiąga się w tym zakresie niemniej pewne rezultaty, zwłaszcza jeżeli przyjmie się, iż niektóre zostały przetłumaczone na język używany przez Nefitów.
Cząstka -hah bądź -ihah często dyskutowana jest odrębnie, również w odniesieniu do innych zawierających ją imion czy nazw. Debaty te nie przyniosły jak dotąd jasnego rozstrzygnięcia. Zauważa się przy ich okazji niebezpieczeństwo wiążące się z bezkrytycznym wyprowadzaniem nazw i imion z Księgi Mormona ze źródeł bliskowschodnich.
Imię tego nefickiego żołnierza i proroka pojawiało się w badaniach nieortodoksyjnych praktyk nazewniczych obecnych na kartach Księgi Mormona i wykorzystywane w ten sposób było w dowodzeniu autentyczności mormońskiej świętej księgi. Przewijało się także w krytycznych analizach tego tekstu, w kontekście rzekomego utworzenia go, po dokonaniu odpowiedniej modyfikacji, zasadniczo od imienia Moroni, jak również w psychologicznych analizach pierwszego mormońskiego przywódcy, Josepha Smitha.

## W mormońskiej kulturze
Niezależnie od otaczających go spekulacji etymologicznych i teologicznych ten neficki wojskowy i prorok znalazł miejsce w mormońskiej kulturze. LeAnn B. Larson umieściła go wśród bohaterów swojej inspirowanej Księgą Mormona powieści The Nephite Wife, wydanej w 2017. Wspominany był też w analizie moralnego aspektu wojny uprzedzającej z perspektywy świętych w dniach ostatnich. Imię Moronihah (w zapisie Moroniha) występuje wśród wyznających mormonizm Maorysów.